# Oskar Minkowski
Pour les articles homonymes, voir Minkowski.
Oskar Minkowski, né le 13 janvier 1858 à Alexsotas (aujourd'hui Kaunas dans l'actuelle Lituanie, alors dans l'Empire russe) et mort le 18 juillet 1931 à Fürstenberg (Allemagne), est un médecin interniste et physiologiste allemand. Il reste célèbre pour avoir démontré le premier, en 1889 à Strasbourg, avec Joseph von Mering, l'origine pancréatique du diabète sucré. Son nom reste également attaché à la plus fréquente des anémies hémolytiques congénitales avec ictère.

## Biographie
Il est le frère du mathématicien et physicien Hermann Minkowski (1864-1909) et le père de l'astrophysicien américain Rudolph Minkowski (1895-1976). Il est également le grand-père du professeur de médecine Alexandre Minkowski.

## Travaux scientifiques
« Un jour d'avril 1889, von Mering rencontre par hasard Minkowski à la bibliothèque de l'institut de chimie biologique : il lui confie sa perplexité quant au rôle de la sécrétion pancréatique dans la digestion des graisses. Pour essayer de mieux le préciser, il avait procédé à des ligatures des canaux pancréatiques, mais cette technique n'était pas satisfaisante, car elle ne permettait pas d'éviter totalement le passage du suc pancréatique dans la lumière intestinale. "Pourquoi alors ne pas réaliser une pancréatectomie totale ?", lui aurait proposé Minkowski. Von Mering croyait qu'une telle opération était impossible à réussir: Claude Bernard n'avait-il pas professé que l'extirpation de la glande pancréatique conduisait irrémédiablement à la mort rapide de l'animal ? Minkowski avouera plus tard qu'il ignorait cette prise de position du physiologiste français et que s'il en avait eu connaissance, il ne se serait probablement pas hasardé à exécuter une telle intervention... Toujours est-il qu'il proposa à von Mering de lui confier un chien du chenil de l'institut de Hoppe-Seyler en vue de tenter l'extirpation totale du pancréas. […] l'opération fut pratiquée de manière méticuleuse et dans d'excellentes conditions techniques. » Pr. Jean-Marie Brogard
En son hommage, le "prix Oskar Minkowski" est décerné chaque année par l'European Association for the Study of Diabetes (EASD) à un jeune chercheur ayant contribué à la connaissance du diabète.

## Éponymie

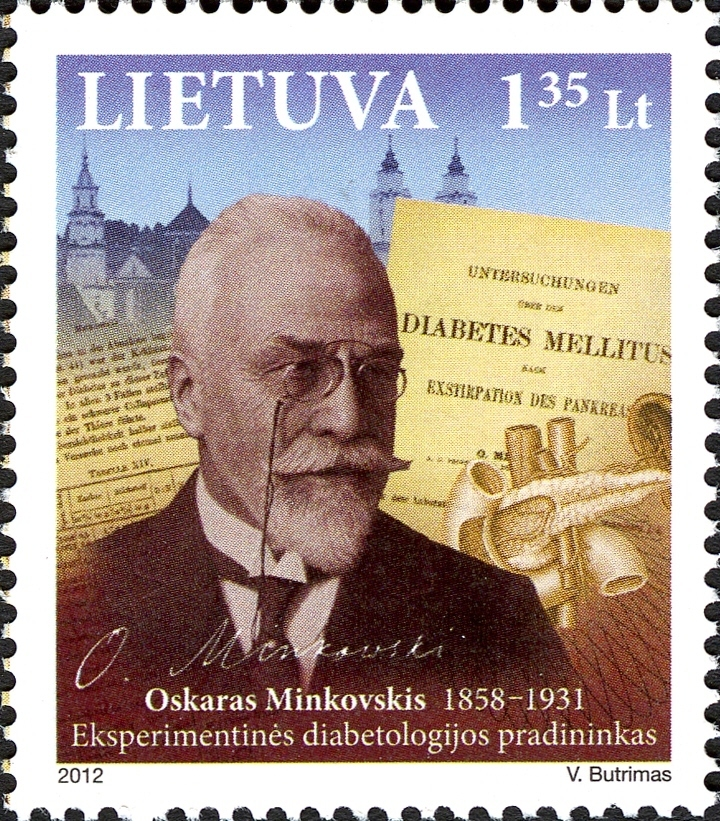
Timbre lituanien à l'effigie d'Oskar Minkowski, émis en 2012.

- Maladie (ou sphérocytose, ou anémie) de Minkowski-Chauffard: « Génopathie humaine à transmission autosomique caractérisée par une fragilité excessive de la membrane des hématies petites et sphériques et se manifestant par des poussées d’hémolyse avec anémie »[4]

## Œuvres et publicationsu
- (de) Ueber die Aenderungen der elektrischen Erregbarkeit des Gehirns nach Verschluss der Kopfarterien, Hartung, Königsberg, 1881.
- (de) Mittheilungen aus der medicinischen Klinik zu Königsberg [herausgegeben von B. Naunyn], F. C. W. Vogel, Leipzig, 1888.
- (de) Aus der medicinischen Klinik von Prof. Naunyn in Strassburg: zur diagnostik der Abdominaltumoren, L. Schumacher , Berlin, [1888].
- (de) Zur pathologischen Anatomie der rheumatischen Facialislähmung, [Berlin] , [1891].
- (de) « Untersuchungen όber den Diabetes mellitus nach Exstirpation des Pankreas. », Arch f Ex Path U Pharm., 1893, 31: 85-189.
- (de) Handbuch der Ernährungstherapie und Diätetik, [unter Mitw. von Prof. Dr. Biedert; Hrsg. von E. von Leyden], Thieme , Leipzig, 1897-1899.
- (de) Untersuchungen zur Physiologie und Pathologie des Harnsäure bei Säugetieren, Hirschfeld , Leipzig, 1898.
- (de) Ueber eine hereditäre, unter dem Bilde eines chronischen Icterus mit Urobilinurie, Splenomegalie und Nierensiderosis verlaufende Affection, Wiesbaden , 1900.
- (de) Die Gicht, A. Hölder , Wien, 1903.

En collaboration
- (de) avec Joseph von Mering, « Diabetes mellitus nach Pankreasexstirpation. », Arch. f. Exp. Path. U. Pharm., 1890, 26:371–387.

## Bibliographie

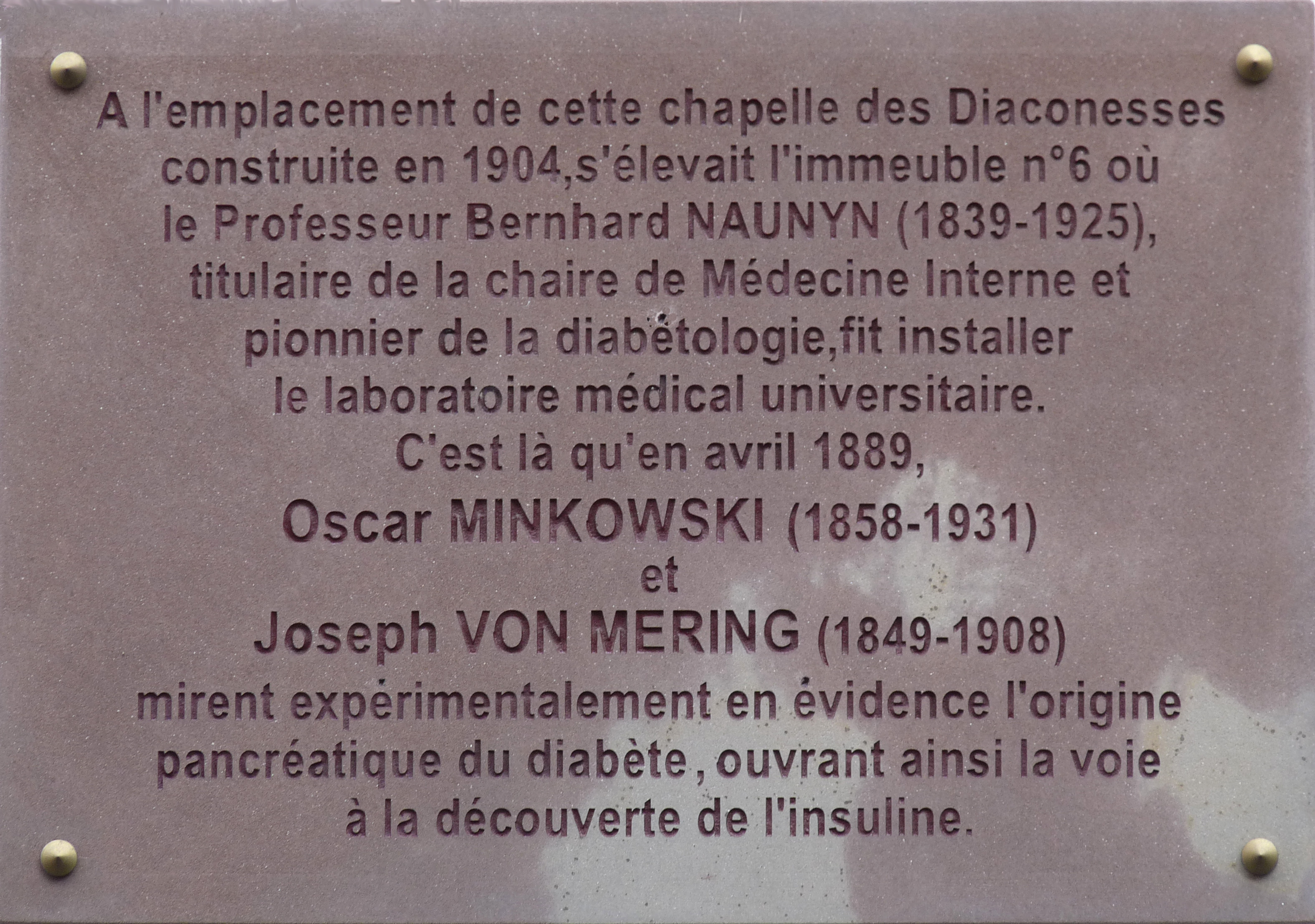
Plaque commémorative à Strasbourg.